# Entre-deux-Mers
Pour le vin, voir entre-deux-mers (AOC).
L'Entre-deux-Mers est une région naturelle du grand Sud-Ouest français située à l'est de Bordeaux, dans le département de la Gironde, en région Nouvelle-Aquitaine. Enserrée entre la rive droite de la Garonne au sud et la rive gauche de la Dordogne au nord, elle s'étend du bec d'Ambès, au nord-ouest, jusqu'aux limites des départements de la Dordogne et du Lot-et-Garonne, au sud-est. Cette région de tradition gasconne fait partie de la Guyenne girondine. Elle inclut historiquement le territoire du quartier de La Bastide, rattaché à Bordeaux au XIXe siècle.

## Géographie

### Localisation
Enserrée entre la rive droite de la Garonne au sud et la rive gauche de la Dordogne au nord, l'Entre-deux-Mers est une région naturelle du grand Sud-Ouest français située au sud-est de Bordeaux, dans le département de la Gironde, en région Nouvelle-Aquitaine. Elle s'étend du bec d'Ambès, au nord-ouest, jusqu'aux limites des départements de la Dordogne et du Lot-et-Garonne, au sud-est.
Elle est partiellement ou en totalité située sur le territoire de neuf des trente-trois cantons de la Gironde, les cantons de Bordeaux-5, Cenon, Créon, l'Entre-Deux-Mers, la Presqu'île, Lormont, des Coteaux de Dordogne, du Libournais-Fronsadais et du Réolais et des Bastides distribués entre les trois arrondissements de Bordeaux, Langon et Libourne.

Les neuf cantons de l'Entre-deux-Mers.
Et les seize structures de coopération intercommunale.

Ses quelque 208 communes sont regroupées au sein de seize structures de coopération intercommunale : Bordeaux Métropole, la communauté d'agglomération du Libournais et les quatorze communautés de communes de Castillon-Pujols, des Coteaux Bordelais, des Coteaux de Garonne, des Coteaux Macariens, des Portes de l'Entre-Deux-Mers, du Brannais, du canton de Targon, du Créonnais, du pays Foyen, du Réolais en Sud Gironde, du Sauveterrois, du secteur de Saint-Loubès, du Sud-Libournais et du Vallon de l'Artolie, adhérentes des deux syndicats mixtes du Pays des Rives de Garonne et du Pays du Haut Entre-deux-Mers et de deux pays au sens de l'aménagement du territoire, le Pays du Cœur de l'Entre-deux-Mers et le Pays du Libournais.
Les communes d'Ambarès-et-Lagrave, Bordeaux-Bastide, Branne, Cadillac, Carbon-Blanc, Cenon, Créon, Floirac, La Réole, Lormont, Monségur, Pellegrue, Pujols, Saint-Macaire, Sainte-Foy-la-Grande, Sauveterre-de-Guyenne, Targon, correspondent aux chefs-lieux des dix-sept anciens cantons de l'Entre-deux-Mers.

### Topographie
Situé sur un plissement compris entre la Dordogne et la Garonne (les deux « mers »), le paysage est très vallonné. L'Entre-deux-Mers est composé de l'Entre-deux-Mers bordelais essentiellement planté de vignes, et l'Entre-deux-Mers bazadais portant beaucoup de prés et moins de vignes. Cette séparation correspond aux deux anciens diocèses de Bordeaux et de Bazas, la limite étant une ligne qui va du Pian-sur-Garonne à Sauveterre-de-Guyenne.
L'Entre-deux-Mers est bordé par les régions naturelles du Marmandais (Lot-et-Garonne) et du Bazadais au sud, des Graves et du Bordelais à l'ouest, du Libournais (Fronsadais, Castillonnais) et du Landais (Dordogne) au nord, du Bergeracois (Dordogne) et du Haut-Agenais (Lot-et-Garonne) à l'est.

### Géologie
Bien délimitée par le cours de la Dordogne et de la Garonne, la région naturelle de l'Entre-deux-Mers, correspond à l'aquifère du calcaire à Astéries du Stampien dont la pierre extraite des nombreuses carrières souterraines a servi à la construction des principaux édifices de villes comme Bordeaux, Libourne ou Saint-Émilion.
Le sous-sol est constitué par la sédimentation fluvio-lacustre de l'Éocène supérieur (molasses du Fronsadais), suivie par les sables et les argiles carbonatées de l'Oligocène déposés sur 30 à 50 m (argiles et calcaires de Castillon au nord et molasses de l'Agenais à l'est). Suivent les marnes vertes puis, sur les coteaux et dans les vallées transversales, les calcaires coquilliers déposés sous forme de réseaux karstiques par la transgression marine du Stampien et remplacés au-delà du Dropt par une sédimentation argilo-sableuse continentale (molasses de l'Agenais). Viennent enfin des limons, des sables argileux et des argiles à graviers constitués par l'altération des formations précédentes.

### Hydrographie

Carte du réseau hydrographique de l'Entre-deux-Mers).

Enserré entre la Garonne au sud et la Dordogne au nord (les deux « mers », ainsi nommées parce que sous l'influence  du mascaret), le pays est sillonné par leurs nombreux petits affluents (et sous-affluents). Leur cours, orientés selon la position de la source par rapport à la ligne de partage des eaux qui délimite ici les deux bassins versants du fleuve et de la rivière, forment autant de vallées transversales creusées dans les coteaux.
Confluent avec la Garonne, d'amont en aval : le Médier, qui coule entre Saint-Michel-de-Lapujade et Bourdelles (et son affluent le ruisseau du Loup) ; le Dropt, qui coule entre Monségur et Caudrot et ses affluents la Vignague, qui coule entre Soussac et Morizès (affluents : les ruisseaux de la Chèvre, de la Massaube, de la Fontasse, de Misère, de Gironde, du Babin et des Fleurs), le Ségur, qui coule entre Saint-Ferme et Saint-Martin-de-Lerm (ruisseaux des Poteries, de la Gouraude et de l'Esclop), la Gouraude, qui coule entre Saint-Ferme et Landerrouet-sur-Ségur, et l'Andouille, qui coule entre Saint-Vivien-de-Monségur et Coutures (la Cigogne et le ruisseau Blanc) ; le Galouchey, qui coule entre Saint-Germain-de-Grave et Verdelais (ruisseaux de Saint-Germain-de-Grave, de la Tuilerie, de Bernille, de Barie, de la Gravette, de Peynon, du Bois de l'Encre et de Padouen) ; l'Artolie, qui coule entre Capian et Paillet (ruisseaux de Campareau et de Mansin) ; l'Euille, qui coule entre Targon et Cadillac, (ruisseaux de la Forêt, de Toutigeac, de Machique, de Saint-Pierre-de-Bat, de la Boye, de Vignon, de la Mouleyre, de la Bégonne et de Ricaud) ; le Grand Estey, qui coule entre Targon et Langoiran (ruisseaux de Bouchon, de Lavergne, de Jeanganne, de Barban et de Lubert) ; la Pimpine, qui coule entre Créon et Latresne (ruisseaux de Rauzé, de Carles, de Canterane et de la Bouteronde) ; et enfin le Gua, qui coule entre Tresses et Saint-Louis-de-Montferrand (ruisseaux de Fontaudin, du Mulet, de Moulinat et du Moul).
Confluent avec la Dordogne, toujours d'amont en aval : le Seignal, qui coule entre Ligueux et Saint-Avit-Saint-Nazaire (ruisseaux de la Malaise, des Auvergnats, de la Fonchotte, de Fonlade, du Moiron, des Gouttes et des Prés de la Catine) ; la Gravouse, qui coule entre Riocaud et Eynesse (ruisseaux des Lucettes et de Billouquet) ; la Soulège, qui coule entre Pellegrue et Saint-Avit-de-Soulège ; la Durèze, qui coule entre Pellegrue et Juillac (ruisseaux du Ciron, du Despondé et Font de Rolland) ; l'Escouach, qui coule entre Saint-Antoine-du-Queyret et Civrac-sur-Dordogne (ruisseaux du Romédol, de Pédayne, du Treytis et de la Nazaride) ; la Gamage, qui coule entre Blasimon et Saint-Vincent-de-Pertignas (ruisseaux du Pontet, du Treynem, de Sainte-Catherine, du Turon et du Courbut) ; l'Engranne, qui coule entre Gornac et Saint-Jean-de-Blaignac (ruisseaux des Prés, de la Moulinasse, rouille de Briot, ruisseau de Gourmeron, de Vincène, du Prieur, de Villesèque) ; le Canaudonne, qui coule entre Saint-Léon et Moulon (ruisseaux de Faugères, d'Audigey, courant Rouillé, bras de la Canedonne, le Gimbre, le Peyrat, Font Bilane et ruisseau de la Brède) ; le Gestas, qui coule entre La Sauve et Vayres (ruisseaux de Vayres, de Bonneau, de Raoul, de Landrin, de la Rivière, de Brochard et d'Artigues) ; et enfin la Laurence, qui coule entre Fargues-Saint-Hilaire et Saint-Loubès (ruisseaux de Carsoule, du Cournau et de Font Coulon).
Évasée à l'est sur l'espace ouvert entre le fleuve en provenance des Pyrénées et la rivière née dans le Massif central, la région se referme au nord-ouest sur le bec d'Ambès où se rejoignent la Garonne et la Dordogne pour former l'estuaire de la Gironde.

### Voies de communication et moyens de transports

#### Les ponts et ouvrages d'art
Jusqu'au XIXe siècle, le franchissement du fleuve et de la rivière se fait par les bacs et le trafic de marchandises est fluvial. Parce qu'il fallait transporter rapidement les troupes napoléoniennes en Espagne, l'Entre-deux-Mers se voit dotée, en 1810, d'un projet de pont sur la Garonne la reliant à Bordeaux. Le pont de pierre entre Bordeaux et La Bastide qui n'est pas encore bordelaise est finalement inauguré le 1er mai 1822. Son pendant, le pont de pierre reliant Libourne à Arveyres est construit sur la Dordogne entre 1820 et 1824. Dès lors les constructions se succèdent.

##### Les ponts sur les esteys
Quelques-uns des ponts du XIXe siècle franchissant les esteys de l'Entre-deux-Mers sont recensés et versés à l'inventaire général du patrimoine culturel : le pont de l'Estey sur le Grand Estey au Tourne ; le pont de Colineau ou de Gassereuille sur le ruisseau de Colineau à La Sauve ; le pont de la Soye sur le ruisseau de la Soye à Haux ; le pont de Mouliot et le pont de Cazillon sur le Chay à Loupiac ; le pont de Laubès et le pont de Gravey sur l'Euille à Laroque ; le pont de Lassijan sur l'Engranne à Frontenac ; le pont de Gaillardon sur le Gaillardon  et le pont de Lavergne sur le ruisseau de Lavergne à Capian à Capian. Le pont du Castéra à Latresne et le pont sur l'Artolie à Paillet sont construits respectivement en 1830 et 1831.

##### Les ponts sur la Garonne hors de l'agglomération bordelaise
Le pont suspendu construit en 1843 entre Cadillac et Cérons est remplacé en 1881 par un pont métallique de la Société de Louis-Gabriel Le Brun. Il réalise la jonction entre la route départementale 10 de Latresne à Saint-Maixant et la route nationale 113 de Toulouse à Bordeaux. La même année est mis en service le pont métallique entre Langoiran et Portets construit par la Compagnie Fives-Lille opérant la même jonction au plus près de Bordeaux. La navigation fluviale de l'Entre-deux-Mers est coulée.
Au début du XXe siècle, le pont suspendu construit en 1831 entre Saint-Macaire et Langon est remplacé par un pont métallique et un nouveau pont métallique relie Caudrot à Castets-en-Dorthe. L'entre-deux-Mers est également reliée à la rive gauche de la Garonne par les ponts routiers en béton précontraint entre Béguey et Podensac et entre Saint-Macaire et Langon. Cet dernier est construit en 1971 et il a permis la démolition du pont métallique de Langon en 1975,. En 1998 le pont ferroviaire de la ligne Bordeaux-Sète construit en 1855 par la Société Ernest Goüin et Cie est démoli et remplacé par un nouveau viaduc construit par la Société Demathieu & Bard. À La Réole la Garonne est franchie par un pont routier suspendu construit en 1935 et baptisé Pont du Rouergue et par un viaduc routier reliant la commune à Fontet également réalisé par Demathieu & Bard en 1994.

##### Les ponts sur la Garonne à Bordeaux et dans son agglomération
À la suite de la construction en 1822 du pont de pierre franchissant la Garonne à Bordeaux, la passerelle Eiffel est inaugurée le 25 août 1860. Elle relie les réseaux de la Compagnie du Chemin de fer de Paris à Orléans et de la Compagnie des Chemins de fer du Midi, permettant aux voyageurs, qui devaient initialement descendre à la gare d'Orléans, de rejoindre la gare Saint-Jean. Elle est associée à une passerelle piétonne démontée en 1981. Désaffectée, la passerelle Eiffel est classée au titre des monuments historiques et sera dédiée aux piétons à l'horizon 2020. La « première pierre » du pont transbordeur de Bordeaux, pont métallique devant relier les deux rives de la Garonne entre les quartiers de la Bastide et des Chartrons est posée le 19 septembre 1910. L'ouvrage n'est jamais terminé.
Un deuxième pont routier, le pont Saint-Jean, est construit en 1965. Il relie le quai Deschamps, dans le quartier de La Bastide, au quai de Paludate à proximité de la gare Saint-Jean. Le pont d'Aquitaine, projeté dès 1954, est inauguré le 6 mai 1967. C'est un pont autoroutier suspendu permettant à la rocade de Bordeaux de franchir la Garonne entre la commune de Lormont et le quartier du Lac à Bordeaux. En 1993 la Garonne est à nouveau franchie, entre Bouliac et Bègles, par le pont autoroutier François-Mitterrand, parachevant la rocade bordelaise extérieure, et le sera encore à l'horizon 2020 par le pont Simone-Veil, espace public de manifestations et achèvement, entre Floirac et Bègles, de la ceinture intérieure de Bordeaux. Le pont ferroviaire de Bordeaux construit quelques mètres en aval de la passerelle Eiffel et destiné à supporter la ligne à grande vitesse Sud Europe Atlantique est mis en service le 11 mai 2008. Enfin, le 16 mars 2013, le pont Jacques-Chaban-Delmas est inauguré, reliant les quartiers de La Bastide et de Bacalan.

##### Les ponts sur la Dordogne
D'aval en amont, le pont Montaigne est le premier pont routier à relier l'Entre-deux-Mers à la rive droite de la Dordogne entre Sainte-Foy-la-Grande et Port-Sainte-Foy-et-Ponchapt dans le département voisin. Lui font suite, entre les communes de Pineuilh et Port-Sainte-Foy, un pont suspendu, un viaduc ferroviaire  construit en 1870 et un pont acier et béton construit en 2002 par l'entreprise Baudin-Châteauneuf. Le pont suivant franchit la Dordogne entre Pessac-sur-Dordogne et Saint-Seurin-de-Prats dans le département voisin.
Après la construction en 1825 sur la Dordogne du pont de pierre reliant Libourne à Arveyres, un second pont franchissant la Dordogne est mis en service dans la première moitié du XIXe siècle entre Mouliets-et-Villemartin et Castillon-la-Bataille. Détruit pendant la Seconde Guerre mondiale, il est reconstruit en 1949,,. Lui font suite, d'amont en aval, les ponts routiers entre Saint-Jean-de-Blaignac et Sainte-Terre, entre Branne et Saint-Sulpice-de-Faleyrens et entre Moulon et Libourne et le viaduc ferroviaire entre Arveyres et Libourne. Après Libourne le viaduc du Mascaret construit en 1999 et supportant l'autoroute A89 franchit la Dordogne entre les communes d'Arveyres et de Fronsac.
Quatre ponts sont nécessaires pour franchir la Dordogne entre Saint-Vincent-de-Paul et Cubzac-les-Ponts : le pont suspendu construit en 1836, affaibli par une violente tempête, est démoli en 1869 et remplacé en 1883 par le pont routier de Gustave Eiffel ; en 1886, le pont ferroviaire est mis en service pour supporter la ligne de Chartres à Bordeaux-Saint-Jean ; détruit par l'armée allemande en 1944 il est reconstruit en 1946 ; l'année 1974 voit la mise en service du pont autoroutier supportant l'A10 et dont la capacité est doublée en 2000 ; le quatrième, le viaduc de la Dordogne, devant supporter la ligne à grande vitesse Sud Europe Atlantique, est construit légèrement en amont des trois autres ponts, entre Saint-Loubès et Saint-Romain-la-Virvée, ; les deux rives sont raccordées le 1er septembre 2014.

##### Les ouvrages d'art ne franchissant aucun cours d'eau
La dépression formée par l'ancien marais d'Arveyres est franchie par le viaduc ferroviaire supportant la ligne de Paris-Austerlitz à Bordeaux-Saint-Jean avant sa traversée de la Dordogne. Il est lui-même franchi par le viaduc des Barrails supportant l'autoroute A89 qui traverse la Dordogne sur le viaduc du Mascaret et surplombe les vestiges du moulin de la commanderie templière d'Arveyres.

#### Le réseau routier

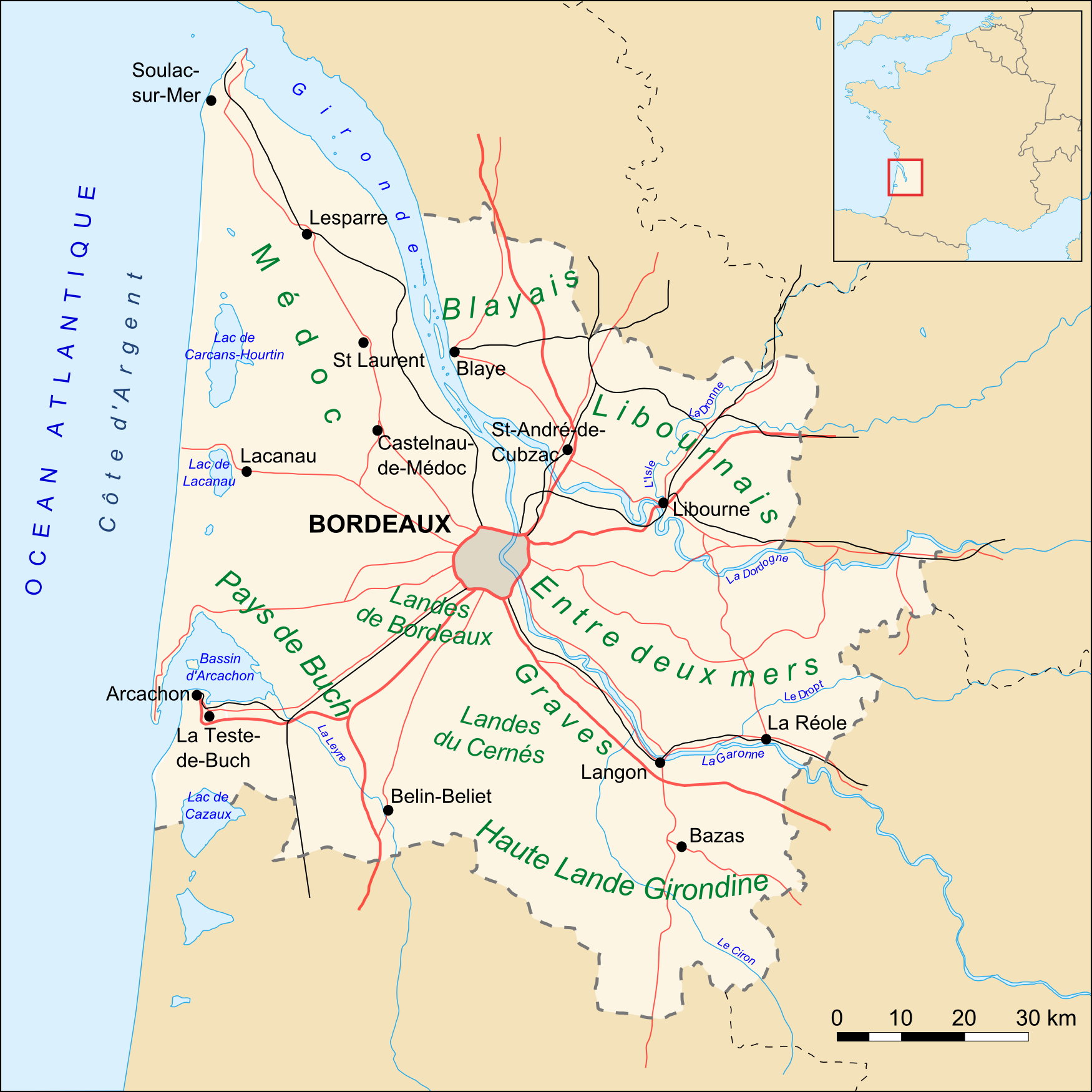
Carte du réseau routier de la Gironde.

##### La rocade est de Bordeaux: la route nationale 230
La rocade bordelaise traverse la partie métropolitaine de la région de l'Entre-deux-Mers entre les ponts François Mitterrand et d'Aquitaine en desservant Latresne (sortie 22a), Floirac-La Souys (22b), Bouliac, Floirac-Centre (23), le Haut-Floirac, Tresses (24), la zone industrielle d'Artigues-près-Bordeaux, Cenon, Artigues-Centre (25) Yvrac par la route nationale N89 et l'autoroute A89 (26), Carbon-Blanc, Lormont (27), l'échangeur avec l'autoroute A10 vers Paris (sortie 01), Bassens, Carbon-Blanc, la zone industrielle du bec d'Ambès, le port et la zone industrielle d'Ambès, Lormont Bordeaux-Bastide (02) et le Vieux-Lormont (03).

##### Les bords de Garonne: la route départementale 10
Avant de longer la rive droite de la Garonne, la route départementale 10, cette « si jolie petite route », nous arrive de Dordogne par Saint-Antoine-sur-l'Isle d'où elle se dirige vers l'estuaire de la Gironde à l'ouest, traverse la rivière entre Cubzac-les-Ponts et Saint-Vincent-de-Paul par le pont Eiffel, où elle se confond avec la route nationale 10, dont elle se sépare pour remonter le long de la rive gauche de la Dordogne vers le bec d'Ambès. De là, elle commence sa longue promenade vers le sud le long de la rive droite de la Garonne jusqu'à Saint-Macaire, avant de franchir le fleuve à Langon pour continuer sa course jusqu'à Captieux, dans le sud du Bazadais.
Après Ambès, elle longe donc la Garonne en traversant Saint-Louis-de-Montferrand, Bassens, Lormont, abandonne la place à la route départementale 113, se perd, entre quai de Brazza et rocade dans les rues des communes de la métropole bordelaise, Cenon, Floirac et Bouliac, pour plonger résolument dans le cœur de l'Entre-deux-Mers à partir de Latresne, où elle franchit la Pimpine et devient la « Route François Mauriac ». Après Quinsac, et Camblanes-et-Meynac, elle retrouve les bords de Garonne à Cambes, s'en éloigne encore à Baurech, les retrouve à nouveau au Tourne et à Langoiran, traverse Lestiac-sur-Garonne, Paillet, Rions, Béguey, Cadillac, Loupiac, Sainte-Croix-du-Mont, Verdelais, Saint-Maixant, d'où la D19 conduit à Malagar, et enfin Saint-Macaire où elle rejoint la route nationale 113 pour franchir la Garonne par le pont qui la mène à Langon.

##### Les quais de Bordeaux et la route départementale 113
Autre parcours sur les bords de Garonne, la route départementale 113, court tout d'abord au centre du bec d'Ambès, où elle est prend le nom de voie rapide-Ambès-Bassens, pour venir se confondre, après avoir longé Ambarès-et-Lagrave, avec la route départementale 10 au niveau de la zone pétrochimique du port de Bordeaux à Bassens. Elle retrouve brièvement sa numérotation à Lormont, sous le pont d'Aquitaine et le long du parc de l'Ermitage-Sainte-Catherine.
Lui font suite, face au port de la Lune de la rive gauche, longeant le quartier de la Bastide et ponctués par les ponts Chaban-Delmas, de pierre, Saint-Jean et François-Mitterrand, les quais de Brazza, des Queyries, Deschamps et, se prolongeant sur Floirac, le quai de la Souys. La route départementale 113 apparaît à nouveau entre Bouliac et Latresne.

##### Les bords de Garonne: l'ancienne route nationale 113
À Saint-Macaire, la route départementale 1113, ancienne route nationale 113 de Bordeaux à Marseille, prend le relai de la route départementale 10 pour relier, en suivant plus ou moins les bords de la Garonne, Saint-Pierre-d'Aurillac, Saint-Martin-de-Sescas, Caudrot, Casseuil, Gironde-sur-Dropt où elle franchit le Dropt, La Réole, Bourdelles, Montagoudin, Mongauzy et Lamothe-Landerron avant de poursuivre son parcours en Lot-et-Garonne vers Marmande sous la dénomination de route départementale 813.

## Toponymie
Il se peut que le nom Entre-deux-Mers provienne des effets du phénomène de mascaret, pendant lequel la mer remonte les cours de la Garonne et de la Dordogne sur plusieurs kilomètres. Mais l'hypothèse la plus vraisemblable est que ce nom remonte au gascon « mar » (maa, mâ) qui était donné jadis non seulement à la mer mais aussi aux fleuves. L'Entre-deux-Mers serait donc en réalité le pays « entre deux fleuves ». La dénomination « Entre-deux-Mers » est popularisée par l'appellation viticole de vin blanc sec correspondant à cette région.
Le sud-est de la région est appelé Haut Entre-deux-Mers. Ce petit pays, centré sur la basse vallée du Dropt, prolonge au nord le Bazadais. Au IIIe siècle, il faisait partie de la Novempopulanie alors que l'ouest de la région était, comme le Bordelais, attribué à l'Aquitaine seconde.

## Histoire
Cette région de tradition gasconne fait partie de la Guyenne girondine. Elle inclut historiquement le territoire du quartier de La Bastide, rattaché à Bordeaux au XIXe siècle.

## Économie

### Viticulture
La région porte sur son territoire les douze appellations d'origine contrôlée et dénominations géographiques complémentaires du vignoble de l'Entre-deux-Mers où règnent le sauvignon, le sémillon et la muscadelle, cépages entrant principalement dans la composition des vins blancs secs ou liquoreux typiques de la région. Le merlot et le cabernet sauvignon sont ici majoritairement associés pour composer les rouges dont la production tend à se développer.
Le territoire de ses communes se trouve dans l'aire géographique de production de l'entre-deux-mers, appellation d'origine contrôlée des vins blancs secs issus du vignoble du même nom, du premières-côtes-de-bordeaux (vins blancs secs) et du cadillac-côtes-de-bordeaux (vins rouges), du cadillac (vins blancs liquoreux), du bordeaux-haut-benauge et de l'entre-deux-mers-haut-benauge (vins blancs secs), dénominations géographiques, du sainte-foy-côtes-de-bordeaux (vins blancs secs, moelleux, liquoreux et rouges), du graves-de-vayres (vins blanc secs ou rouges), du côtes-de-bordeaux-saint-macaire (vins blancs secs, moelleux et liquoreux), dénomination géographique, du loupiac (vins blancs liquoreux) et du sainte-croix-du-mont (vins blancs moelleux et liquoreux). Toute la région produit en outre des rouges, des clairets, des rosés, des blancs secs, doux ou effervescents sous les dénominations bordeaux et bordeaux-supérieur.

## Culture et traditions

### Musique
L'Entre-deux-Mers est le berceau du Josem qui organise durant huit jours au mois de juillet le festival Entre-deux-Airs portant les concerts de musique classique dans les églises et sur les places des communes du territoire.

### Spécialités gastronomiques
- Coc macarien, remis au goût du jour
- Cerises & merises de Benauge (fêtées à Escoussans en juin)
- Vins liquoreux de Loupiac, de Sainte-Croix-du-Mont, de Cadillac
- Alose de Garonne
- Jus de raisin & friandises en Targonnais
- Broc : apéritif de vin & plantes (Saint-Germain-de-Grave)
- Lamproie de Dordogne
- Bordeaux-clairet de Quinsac
- Fruits du val de Garonne (Saint-Pierre)
- Apéritifs tel le Gratte-Cul du Pian ou la Benaujane
- Miel
- Vieille Cure, ancien apéritif de Cenon

## Langues
L'occitan, dans sa variante gasconne septentrionale, est la langue traditionnelle de l'Entre-deux-Mers. Ce nord-gascon garonnais s'étendait jusque dans le Marmandais où il était qualifié de « planiu » (planiw) par les gens des coteaux de parler nord-languedocien « guyennais » lequel était parfois qualifié de « périgord » par les gens de la plaine.
Le gascon de l'Entre-deux-Mers possédait des points communs avec le gascon bordelais ([b] intervocalique, passé et subjonctif en -u-, absence de a- prosthétique…) mais aussi avec le gascon bazadais (-s- intervocalique au lieu de -d-…). En gascon, les villes de la région s'écrivent en graphie dite classique Sent Macari, Sauvatèrra, La Rèula, Montsegur, Pelagrua, Santa Fe, Brana, Pujòus, Creon, Targon, Cadilhac, Lengoiran.
Le gavache, un dialecte d'oïl issu du saintongeais parlé entre le XVe et le XIXe siècle par les communautés isolées en terre gasconne de la petite Gavacherie, une quinzaine de communes autour du bourg de Monségur. Cet idiome est aujourd'hui éteint en Entre-deux-Mers.

## Personnalités
François Mauriac, écrivain et prix Nobel de littérature, est originaire de Langon. Il revenait régulièrement dans la propriété de Malagar où il écrivit plusieurs de ses œuvres.